# Исаково (Бабушкинский район)
Исаково — деревня в Бабушкинском районе Вологодской области.
Входит в состав Подболотного сельского поселения, с точки зрения административно-территориального деления — в Подболотный сельсовет. Расположена на Исаковой горе.
Расстояние по автодороге до районного центра села имени Бабушкина составляет 108 км, до центра муниципального образования Кокшарки — 5 км и 4 км до Р7 (Чекшино — Тотьма — Никольск). Ближайшие населённые пункты — Верхотурье, Сумино, Городищево.

Население по данным переписи 2002 года — 31 человек (16 мужчин, 15 женщин). Всё население — русские.

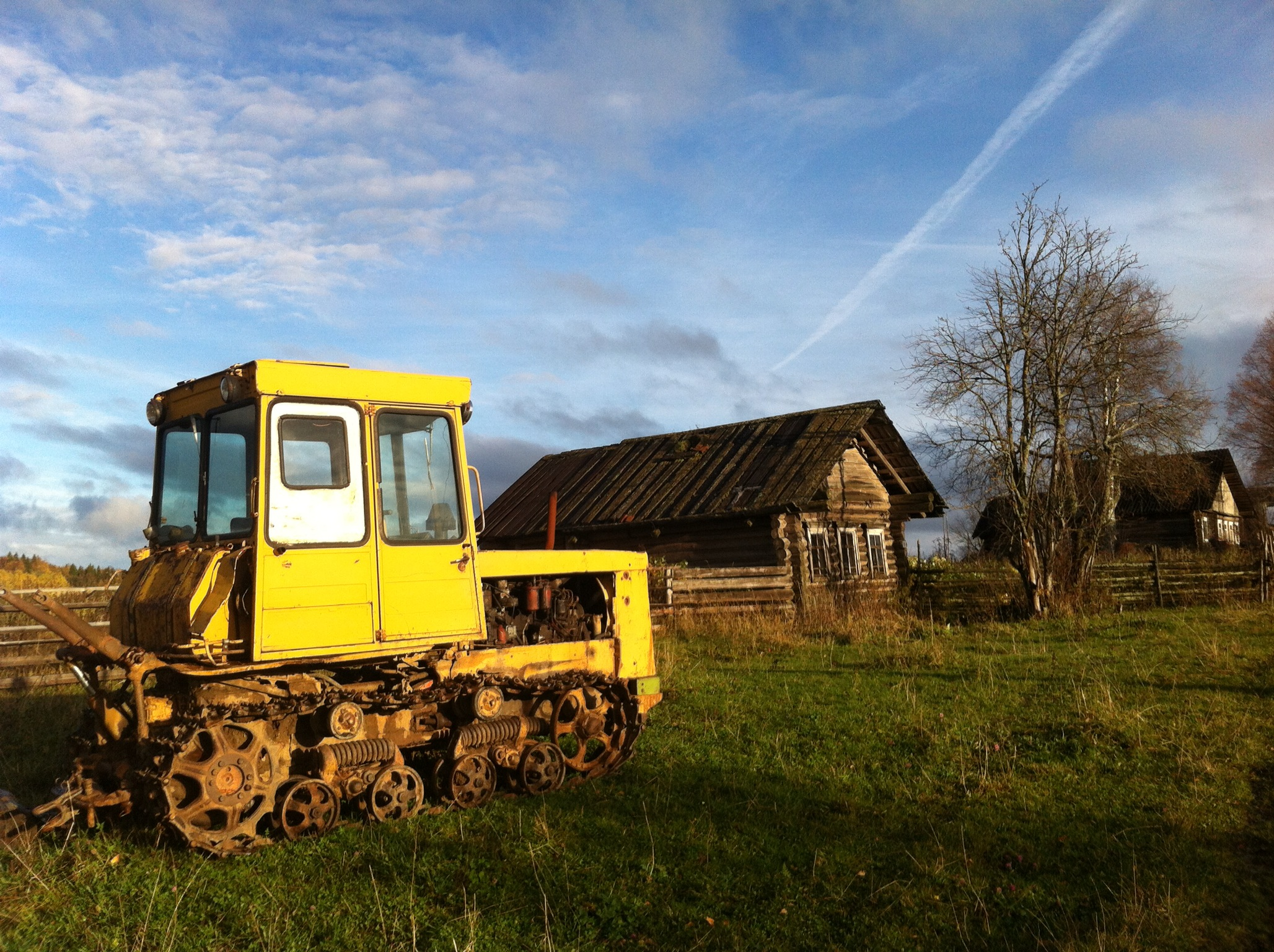
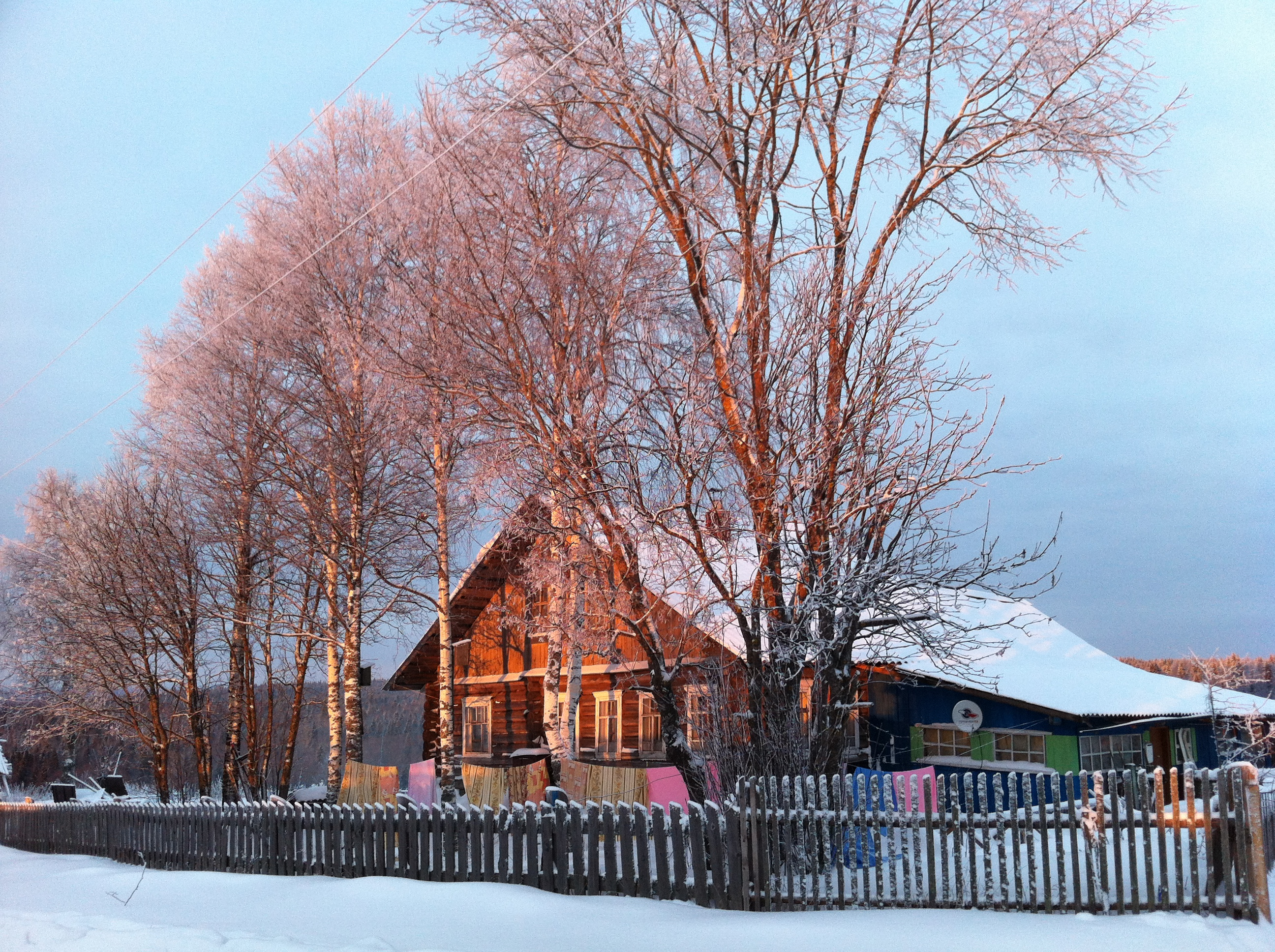
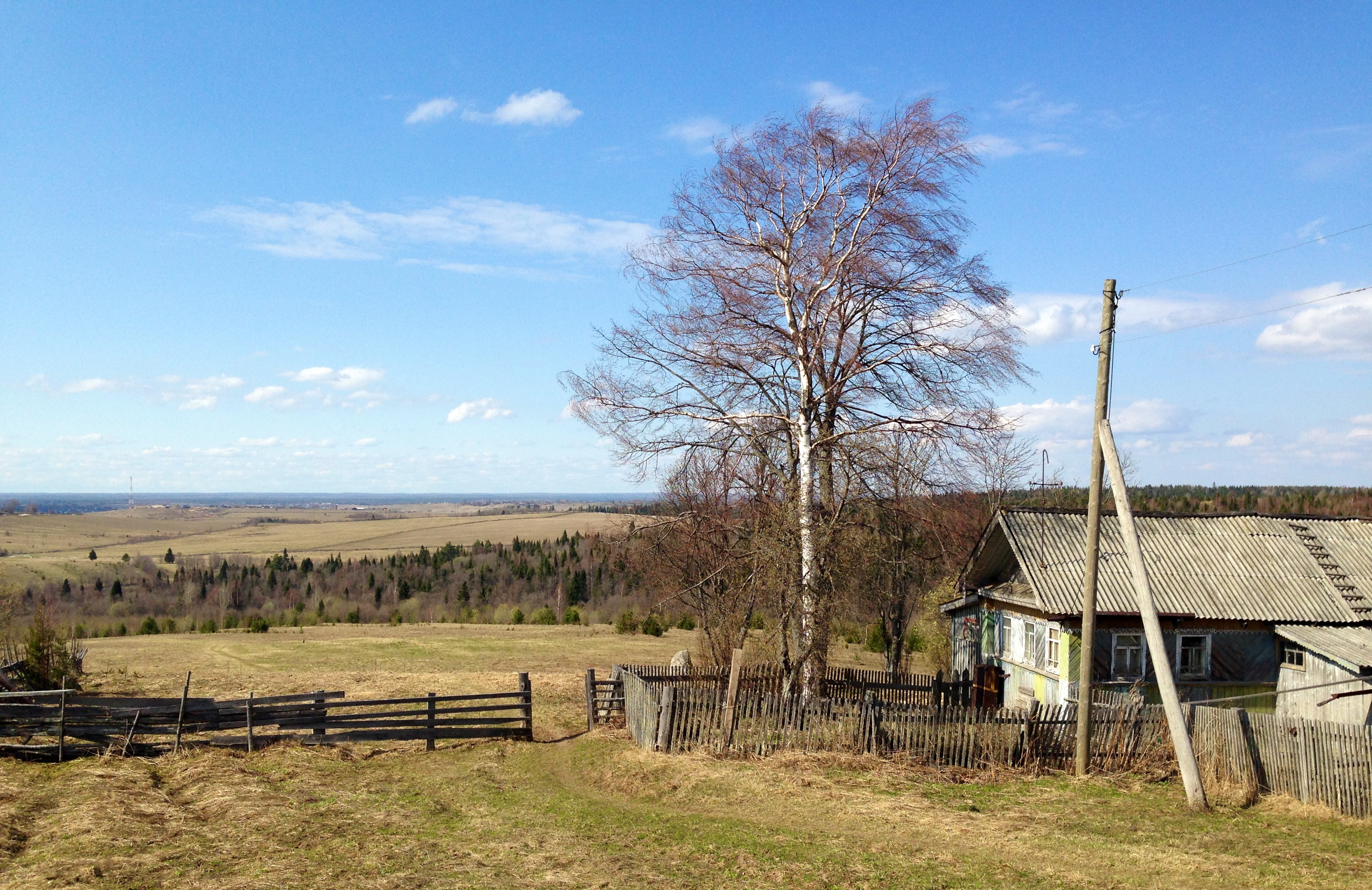
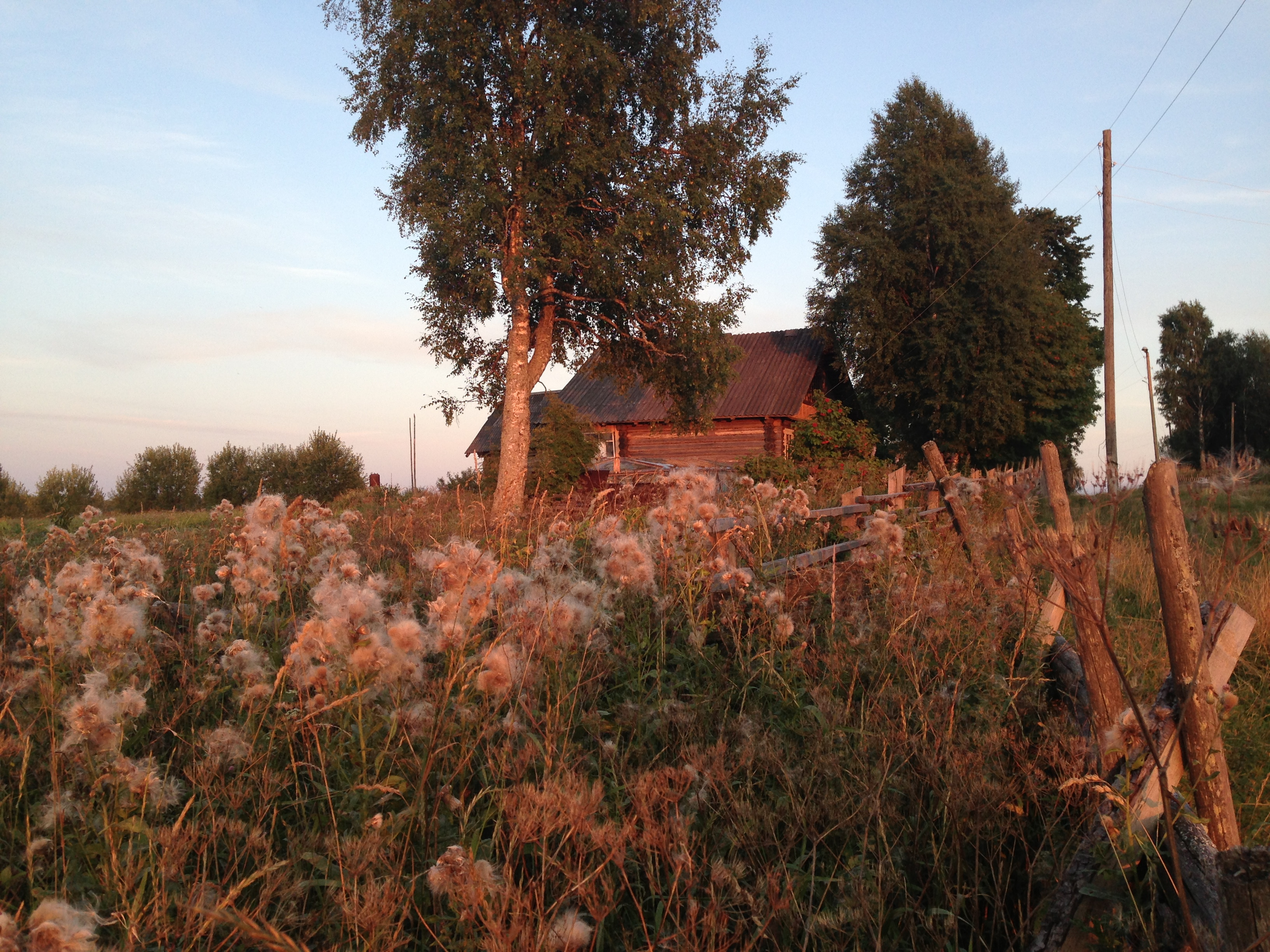

## Известные жители
- Бутусов, Анатолий Михайлович (1984—2006) — старший лейтенант милиции, погиб при исполнении служебных обязанностей во время Второй чеченской войны.